# Gregor Zubicky
Gregor Francis Zubicky, född 9 maj 1955 i Boo församling i Stockholms län, är en svensk oboist och konstnärlig ledare för Svenska Kammarorkestern.

## Biografi
Zubickys föräldrar var båda musikaliska, modern var operasångerska och fadern spelade xylofon. De båda träffades på Chinateatern i Stockholm. Äktenskapet blev dock kortvarigt och föräldrarna skilde sig när Gregor Zubicky var två år gammal. Därefter levde han med sin mor i Tyskland, Australien och Sydafrika. I Sydafrika, dit han flyttade vid tolv års ålder, fick Zubicky plats vid Drakensberg Boys' Choir School och såg framför sig en framtid som operasångare. När han kom i målbrottet fick han rådet att spela ett instrument tills rösten fungerade bättre. Han fastnade då för oboe.
Vid 19 års ålder flyttade Zubicky tillbaka till Sverige. Ungefär samtidigt gick hans mor bort. Han började ta privatlektioner på oboe. Sedan studerade han vid Musikhögskolan Ingesund och vid Norges Musikhögskola. Efter studierna fick han anställning vid Bergens filharmoniska orkester och blev kvar där i 20 år. Under tiden fick han också allt fler uppdrag som solist.
Under 1990-talet drabbades han av fokal dystoni, en neurologisk sjukdom som gjorde att höger pekfinger inte lydde med den precision som krävs för att spela ett instrument på högsta nivå. När han insett att han inte skulle kunna spela oboe mer så fick han ett erbjudande från Knut Kirkesäther vid Länsmusiken i Örebro om att bli konstnärlig ledare för den nystartade Svenska kammarorkestern. Ambitionen var från början hög och han tackade snabbt ja till uppdraget. Tillsammans med dirigenten Thomas Dausgaard anses Zubicky ha haft en nyckelroll i att etablera Svenska kammarorkestern.
I augusti 2022 berättade Zubicky om sina upplevelser i radioprogrammet Sommar i P1.

## Utmärkelser
Zubicky belönades år 2020 med utmärkelsen Litteris et Artibus för sina insatser som musiker och konstnärlig ledare. I februari 2019 utsågs han till årets Örebroare.